# Strambinello
Strambinello es una comune italiana de la ciudad metropolitana de Turín, región de Piamonte. Tiene una población estimada, a fines de noviembre de 2021, de 259 habitantes.

## Evolución demográfica
| Gráfica de evolución demográfica de Strambinello entre 1861 y 2021 |
|                                                                    |
| Fuente ISTAT - elaboración gráfica de Wikipedia                    |